# イルマタル (小惑星)
イルマタル (385 Ilmatar) は、小惑星帯にある大きな小惑星である。
マックス・ヴォルフがハイデルベルクで発見し、カレワラに登場する大気の乙女イルマタルにちなんで命名された。